# Harley Cokeliss
Harley Cokeliss (nascut  Harley Louis Cokliss, 11 de febrer de 1945) és un director, escriptor i productor estatunidenc de cinema i televisió.

## Primers anys
Originalment criat a Chicago, es va traslladar al Regne Unit el 1966 per estudiar a la London Film School, i va passar la major part de la seva carrera al Regne Unit.

## Carrera
Cokeliss va començar a fer documentals per a la televisió britànica el 1970, inclosa la primera versió filmada de Crash! de J. G. Ballard. Papers relacionats a la pel·lícula Crash! estan disponibles a la British Library (Add MS 89171/1). El tractament inicial de Cokeliss i l'esborrany del guió de Ballard per a Crash! es publiquen a Crash: The Collector's Edition ed. Chris Beckett. Més tard, Cokeliss es va graduar per fer llargmetratges, fent de director de la segona unitat a The Empire Strikes Back abans de dirigir pel·lícules com Battletruck, La lluna negra, i Malone. Va escriure i va dirigir la pel·lícula de terror de 1988 Dream Demon. Ha dirigit episodis de diverses sèries de televisió, com ara The New Adventures of Robin Hood, CI5: The New Professionals, i Xena: Warrior Princess.

## Filmografia

### Cinema
- Chicago Blues (1970) – productor i director
- Six Reels of Film to Be Shown in Any Order (1971) – director assistent
- The Battle of Billy's Pond (1976) – director i guionista
- The Glitterball (1977) – director i guionista
- That Summer! (1979) – director
- Star Wars episodi V: L'Imperi contraataca (1980) – director de segona unitat
- Warlords of the 21st Century (1982) – director
- La lluna negra (1986) – director
- Malone (1987) – director
- Dream Demon (1988) – director i guionista
- Pilgrim (2000) – director i guionista
- Paris Connections (2010) – director

### Televisió
- Crash! (1971) – BBC curtmetratbge basasat en The Atrocity Exhibition de J. G. Ballard
- Hercules: The Legendary Journeys (1994–95) – director; 3 episodis
- Xena: Warrior Princess (1995) – director; 1 episodi
- The New Adventures of Robin Hood (1997) – director; 3 episodis
- The Ruby Ring (1997) – director; telefilm
- CI5: The New Professionals (1999) – director; 2 episodis
- Dark Knight (2000) – director i guionista; 2 episodis
- The Immortal (2001) – director; 2 episodis
- An Angel for May (2002) – director; telefilm